# 13. zongoraverseny (Mozart)
Wolfgang Amadeus Mozart 13., C-dúr zongoraversenye, a Köchel-jegyzékben 415 szám alatt (387b) szerepel.

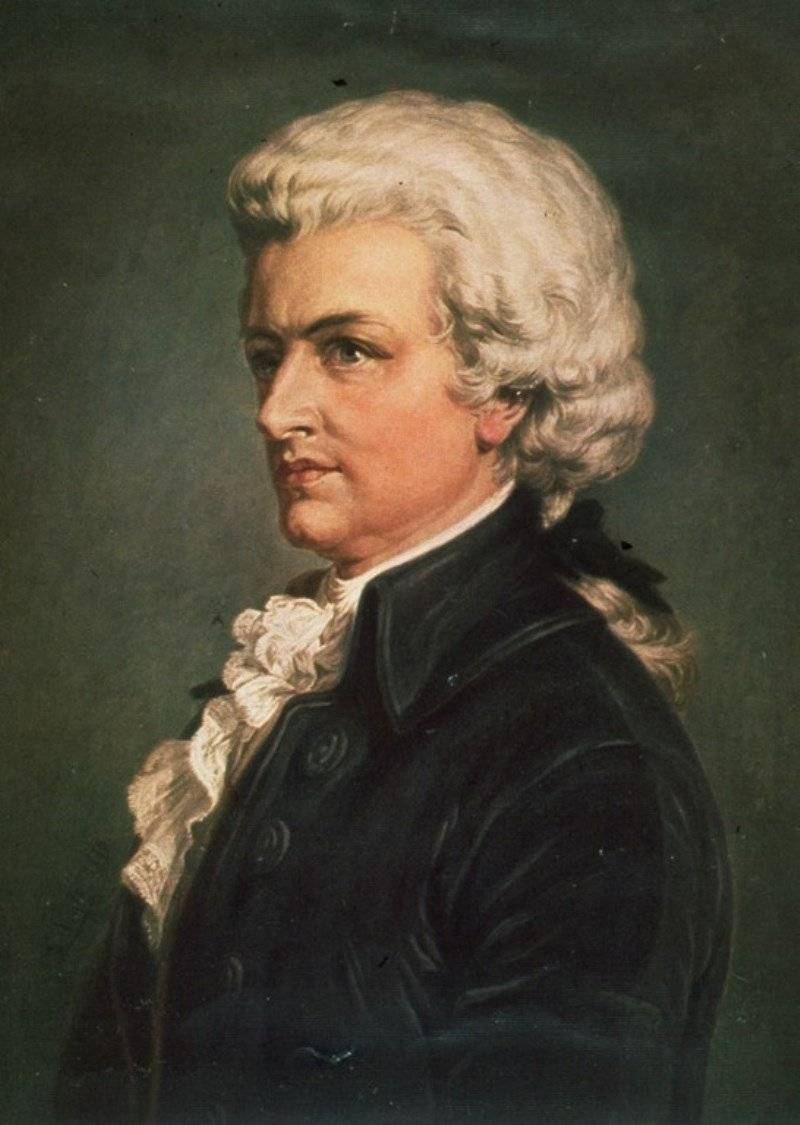

## Keletkezése-története
A versenymű a korai Bécsben írt zongoraversenyek utolsó darabja, amelyet Wolfgang Amadeus Mozart 1782–1783 év telén írt.
A mű első tételén nyomot hagytak Mozart ez idő tájt végzett ellenpontozó tanulmányai. A művészetpártoló udvari könyvtáros, Gottfried van Swieten báró ösztönzésére Mozart elmélyedt a barokk mesterek műveinek tanulmányozásában, és e stílus hatására maga is megpróbálkozott a következetes szólamvezetéssel, illetve azzal, hogy zenéjének feszesebb tartást, mélyebben árnyalt kifejezést kölcsönözzön. Így alakult ki a korábbi – Johann Christian Bach nyomdokain haladó – „gáláns” stílus helyett az érett Mozart „tudós” zenéjének leszűrt puritán mondanivalója, amelyre Johann Sebastian Bach művészete hatott.
A C-dúr versenyművet Mozart maga mutatta be 1783. március 23-án, Bécsben rendezett akadémiáján.

## Szerkezete, jellemzői
Tételei:
1. Allegro , C-dúrban
2. Andante , F-dúrban, 3/4-ben
3. Allegro , C-dúrban, 6/8-ban

A versenymű katonás-pregnáns első tételének kidolgozási szakaszában találkozunk a „tudós” Mozart-stílust képviselő ellenpontos menetekkel. Különössége ennek a tételnek még az is, hogy a főtémát kizárólag a zenekarra bízta a zeneszerző, a zongora szólamában az nem is szerepel.
A románc jellegű lassú tételben ugyancsak a zenekarra hárul a téma bemutatásának a funkciója.
A finálé siciliano ritmusú rondótémáját a tétel során váratlan lassú epizódokkal szakítja meg a zeneszerző.

## Ismertség, előadási gyakoriság
Hangversenyen, hanglemezen, vagy elektronikus médiákban viszonylag ritkán hallgatható darab. 2006-ban, a Mozart-év kapcsán a Magyar Rádió Bartók Rádiójának Mozart összes művét bemutató sorozatában volt hallható.